# 21-ша парашутна дивізія (Третій Рейх)
21-ша парашу́тна диві́зія (нім. 21. Fallschirm-Jäger-Division) — парашутна дивізія в складі повітряно-десантних військ Німеччини, що діяла з квітня по травень 1945 в Голландії.

## Історія
21-ша парашутна дивізія була створена зі складу підрозділів та частин резерву (штурмової бригади Геріке), запасних формувань, а також формувань повітряно-десантних військ, що були розформовані внаслідок розгрому.
8 травня 1945 капітулювала британським військам на півночі Нідерландів.

## Райони бойових дій дивізії
- Нідерланди (квітень — травень 1945).

## Склад дивізії
| Бойовий склад 21-ї пд | |
| Постійні              | |
| 1945                  | - штаб дивізії (Stab (Stab, Rest-Kommando, Flugbereitschaft, Kradmeldezug); - 61-й парашутний полк (Fallschirm-Jäger-Regiment 61); - 62-й парашутний полк (Fallschirm-Jäger-Regiment 62); - 63-й парашутний полк (FFallschirm-Jäger-Regiment 63); - 21-й артилерійський дивізіон (Fallschirm-Artillerie-Abteilung 21); - 21-ша протитанкова батарея (Fallschirm-Panzer-Jäger-Kompanie 21); - 21-ша мінометна батарея (Fallschirm-Granatwerfer-Kompanie 21); - 21-й рота зв'язку (Fallschirm-Nachrichten-Kompanie 21); - 21-й саперний батальйон (Fallschirm-Pionier-Bataillon 21). |

## Командир дивізії
- оберст Вальтер Геріке (5 квітня — до кінця війни).